# Hajime Sorayama
Hajime Sorayama (空山 基) é um ilustrador japonês, nascido em Ehime no Japão em 1947, conhecido por seus trabalhos de ilustração de formas humanoides e robóticas.

## Biografia
Iniciou seus estudos de arte em 1965 na Universidade de Shikoku Gakuin[carece de fontes?] mas se graduou em 1968 pela Escola de Arte Chuo[carece de fontes?]. Seus primeiros trabalhos foram como ilustrador independente em 1972 e seu primeiro livro "Sexy Robot" foi lançado anos mais tarde em 1983[carece de fontes?].
Participou de vários projetos gráficos, incluindo o filme Spawn, do qual foi o artista de concepção e teve seus trabalhos publicados em diversos livros, CDs, revistas e exibições. Atualmente trabalha num projeto para os Estúdios Disney[carece de fontes?].